# Syngonanthus manikaensis
Syngonanthus manikaensis är en gräsväxtart som beskrevs av Kimp. Syngonanthus manikaensis ingår i släktet Syngonanthus och familjen Eriocaulaceae.
Artens utbredningsområde är Kongo-Kinshasa. Inga underarter finns listade i Catalogue of Life.